# Oldarra
 (octobre 2018).
Si vous disposez d'ouvrages ou d'articles de référence ou si vous connaissez des sites web de qualité traitant du thème abordé ici, merci de compléter l'article en donnant les références utiles à sa vérifiabilité et en les liant à la section « Notes et références ».
Oldarra est un chœur d'hommes de Biarritz, dans les Pyrénées-Atlantiques.
C'est aussi une troupe de ballet, le présent article traitant essentiellement du chœur.

## Fondations
En 1945, le Groupe Olaeta, ensemble de danses et vocal mixte orienté vers l'interprétation d'œuvres du patrimoine musical basque fondé par Segundo Olaeta en 1941, donne naissance à Oldarra (du basque l'élan) qui sera officialisé par la création, en 1946, de l'association Groupe d'art basque Oldarra puis transformé en Ballets basques de Biarritz en 1951.
En 1963, le groupe musical mixte devient un chœur de voix masculines, s'orientant vers sa configuration d'aujourd'hui.
Le 28 août 1998, le groupe prend le nom de Chœur d'hommes du Pays basque Oldarra-Abesbatza, formation indépendante de l'association initiale Ballets et Chœurs basques Oldarra.

## Chœur
La chorale d'Oldarra est successivement dirigée par Philippe Oyhamburu jusqu'en 1953, René Sarramaigna, José de Etxabe jusqu'en 1961, Juan Eraso, de 1962 à 1972.
De 1972 à 2022, le chœur a eu pour directeur musical (chef de chœur) Iñaki Urtizberea. Il est dirigé depuis 2023 par Pettan Saparrart. Il interprète a cappella des œuvres polyphoniques tant profanes que religieuses. À l'origine exclusivement basque, le répertoire s’est élargi, intégrant des œuvres espagnoles, slaves, nord américaines (gospels). Il est à l'heure actuelle un ensemble vocal composé de 40 musiciens amateurs.
Le chœur s’est produit de nombreuses fois en Europe, en Afrique, en Amérique latine et aux États-Unis (New York – Carnegie Hall).
Il a été le lauréat de nombreux prix (Tours, Bilbao, San Sebastian) et a chanté en 1997 au Parc des Princes (Paris) lors de la finale du grand Chelem du tournoi des 5 Nations de rugby (15 mars 1997).

Son ancien chef, Iñaki Urtizberea, a enseigné la musique traditionnelle, en particulier au conservatoire de Bayonne (Txistu), et a travaillé la voix et la direction de chœurs avec Juan Eraso, professeur au conservatoire de Pampelune.[réf. nécessaire]

## Discographie
- Titre : Les Ballets Basques de Biarritz Oldarra ; Direction : José de Etxabe ; Prise de son : Société Française du Son ; Enregistré en 1958 et 1960 ; Éditeur : Véga ; Support : 2 disques 33 tours ; Plages : 28 cf. : https://gallica.bnf.fr/ark:/12148/bpt6k88065323.media
- Titre : Zure Egarriz - Prière du matin et du soir ; enregistré en 1987 à l'Abbaye Notre-Dame de Belloc
- Titre : Le Chant basque